# 二甲基铍
二甲基铍是一种有机铍化合物，化学式 Be(CH
3)
2。

## 制备
二甲基铍可以由格氏试剂（例如甲基碘化镁）和氯化铍在醚中反应而成。
{\displaystyle {\ce {BeCl2 + CH3MgI -> Be(CH3)2 + MgCl2 + MgI2}}}
它也可以由二甲基汞和铍反应而成，这是 1884年二甲基铍首次制备的方法。

## 性质
二甲基铍是一种白色固体，和湿气和空气剧烈反应。它是正交晶系的，空间群 Ibam (No. 72)，类似于二硫化硅。